# Real Club Náutico de Cádiz
El Real Club Náutico de Cádiz es un club náutico español con sede en Cádiz.

## Historia
El Real Club Náutico de Cádiz se fundó en octubre de 1868 como Club de Regatas de la Provincia de Cádiz por una serie de personas de Cádiz, El Puerto de Santa María y Jerez de la Frontera. Su primer presidente fue Juan Bautista Topete. En 1884 se funda otra sociedad deportiva con el nombre de Círculo Náutico, y la fusión de estas dos entidades da lugar a una nueva que comenzó a funcionar en 1903 con el nombre de Sociedad de Regatas y Club Náutico. Esta sociedad cambia su nombre en 1913 por el actual de Real Club Náutico de Cádiz cuando el Rey Alfonso XIII le concede el título de "Real".

## Instalaciones
La profundidad a la entrada es de 8 metros y en el interior del puerto oscila entre los 3 y 8 metros. Cuenta con 158 puntos de atraque hasta los 14 metros de eslora.